# 吉田直 (プロ雀士)
吉田 直（よしだ ただし、1977年2月18日 - ）は、競技麻雀のプロ雀士。新潟県出身。日本プロ麻雀連盟所属。団体内の段位は七段。23期生。
16期に１度プロ試験を受け合格。半年で退会。23期にもう一度プロ入りした。

## 獲得タイトル
- 鳳凰位(第35期)[1]